# Pokkesviricetes
Pokkesviricetes é uma classe de vírus de DNA de fita dupla que infetam animais e protistas. Eles são vírus gigantes, então eles pertencem ao filo Nucleocytoviricota.
Eles foram os primeiros vírus gigantes a serem descobertos, mas vírus gigantes maiores foram descobertos mais tarde e são classificados na classe Megaviricetes, então Pokkesviricetes agora inclui os vírus gigantes menores. Eles também são os únicos vírus gigantes conhecidos por infetar vertebrados, incluindo humanos. O vírus gigante mais notável foi a varíola. Os vírions são envelopados por vírus e podem ter capsídeos com geometrias icosaédricas ou ovóides.
É um grupo de vírus que poderia ser o elo intermediário entre os maiores vírus gigantes conhecidos (Megaviricetes) e seus pequenos ancestrais virais do filo Preplasmaviricota, já que constituem o grupo mais basal do Nucleocytoviricota. De acordo com alguns estudos de polimerases virais, vírus gigantes, principalmente Pokkesviricetes, infectaram hospedeiros proto-eucarióticos e foi demonstrado que os vírus Pokkesviricetes estavam envolvidos na origem da RNA polimerase I eucariótica, que possivelmente foi capturada pelo vírus. hospedeiro e foi transportado para os eucariotos por transferência horizontal. Este evento pode ter sido realizado por um vírus relacionado ao Asfarviridae. De acordo com a hipótese da eucariogênese viral, vírus gigantes podem ter evoluído o núcleo de células eucarióticas.

## Famílias
Ele contém as seguintes famílias: 
- Asfarviridae
- Poxviridae